# Дахау (місто)
Дахау (нім. Dachau) — місто в землі Верхня Баварія, у південній частині Німеччини. Адміністративний центр однойменного району. Розташоване за 20 кілометрів на північний захід від міста Мюнхена. Є популярним житловим районом для людей, що працюють в Мюнхені, з приблизним населенням у 40 000 жителів. Історичний центр міста, з його замком 18 століття, розташований на висоті і його видно на великій відстані.
Дахау було засноване в 8 столітті. Місто було домом для багатьох художників у кінці 19 і початку 20 століття. Відомий автор та редактор Людвіг Тома жив тут протягом двох років. Місто відоме своєю близькістю до однойменного концентраційного табору, побудованого у 1933 році нацистами, у якому було вбито десятки тисяч ув'язнених.

## Історія

### Доісторичні часи та раннє Середньовіччя
Найстарші результати людської присутності у місті датуються кам'яною добою. Близько 1000 року до н.е. кельти прибули в цю місцевість та оселилися. Назва «Дахау» виникла з кельтської Dahauua, що приблизно перекладається як «суглинистий луг», а також натякає на суглинкові ґрунти на навколишніх пагорбах. Деякі теорії припускають, що назва річки «Ампер» може походити від кельтського слова «вода». Приблизно на рубежі першого тисячоліття римляни завоювали ці території і включили їх до провінції Rhaetia. Римський торговий шлях між Зальцбургом і сьогоднішнім Аугсбургом проходив через Дахау. Залишки цього древнього маршруту розташовані вздовж болота Ампер.

### Середньовіччя
З 12-го століття, Дахау був літньою резиденцією кількох баварських князів. Між 1240 і 1270 роками Дахау було надано ринкові привілеї, спочатку князем Отто II, а потім його сином, герцогом Людвігом II.

### Від 16 століття до тепер
Між 1546 та 1577 роками династія Віттельсбахів мала палац у Дахау, побудований у стилі епохи Відродження. З червня 1715 по осінь 1717 Джозеф Еффнер реконструював палац. На початку 19-го століття північне, східне та південне крила замку були знесені у зв'язку з їх поганим станом. Західну частину замку з житловими кімнатами, танцювальним залом з прекрасним видом на сад, можна побачити і сьогодні.
Починаючи з другої половини 19 століття місто стало домом для численних художників. Колонія художників Дахау дала місту визнання як одна з найважливіших колоній художників в Німеччині поруч з Worpswede.

### Друга Світова Війна
У 1933 році на схід від міста нацистами був побудований табір Дахау, який працював до 1945 року. Він став прототипом для всіх інших таборів. 25 613 ув'язнених були вбиті в самому таборі і ще майже 10 000 в його допоміжних таборах.

## Галерея

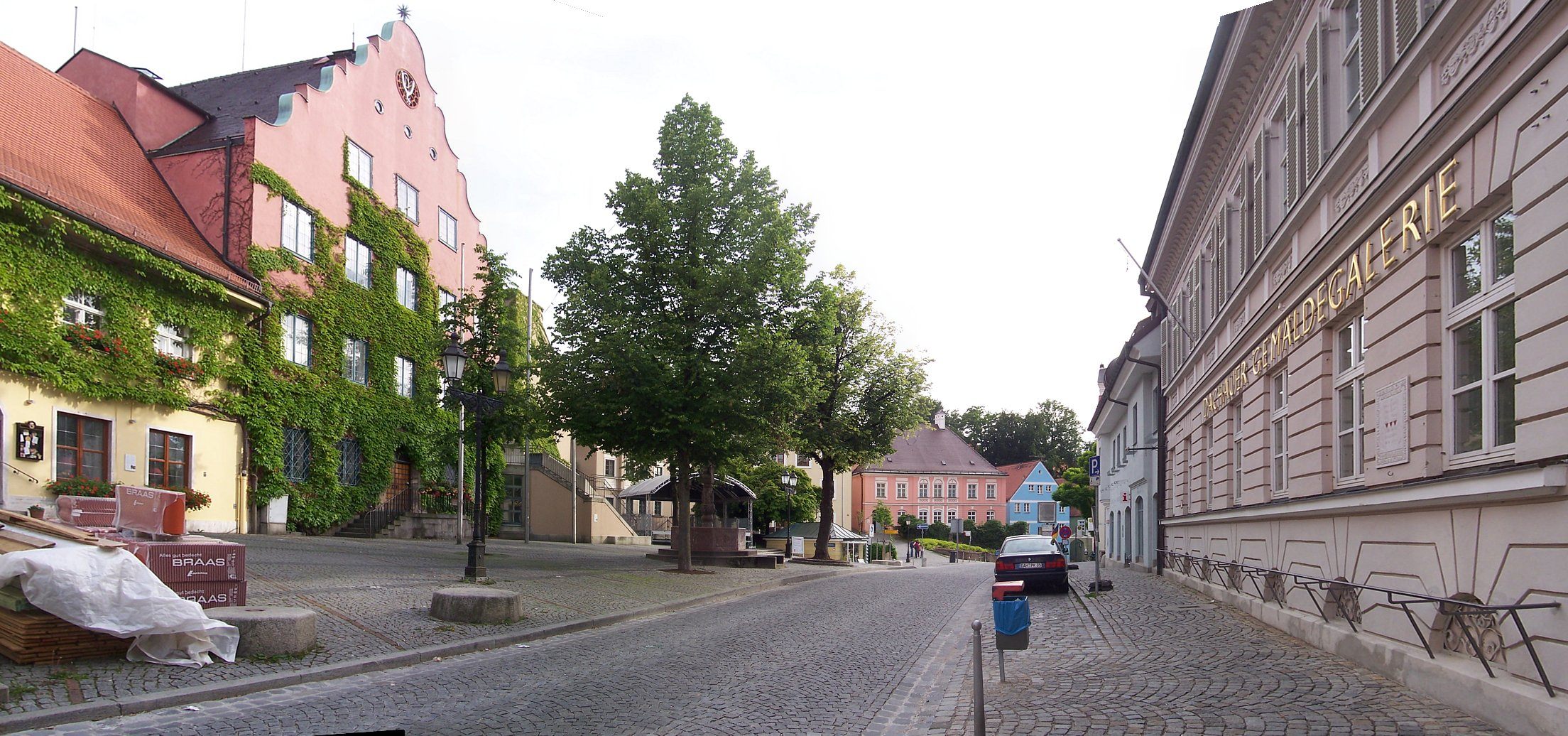
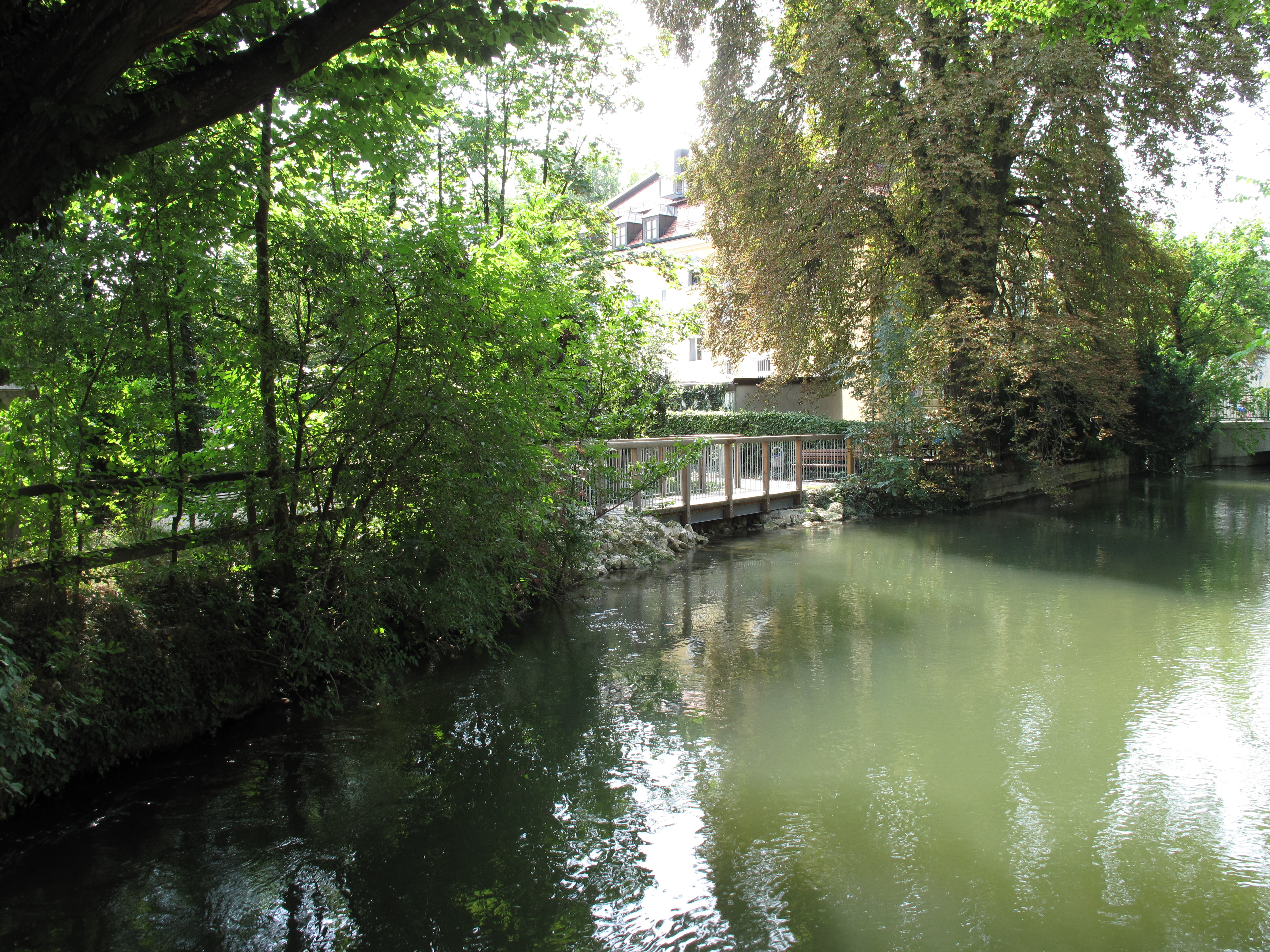
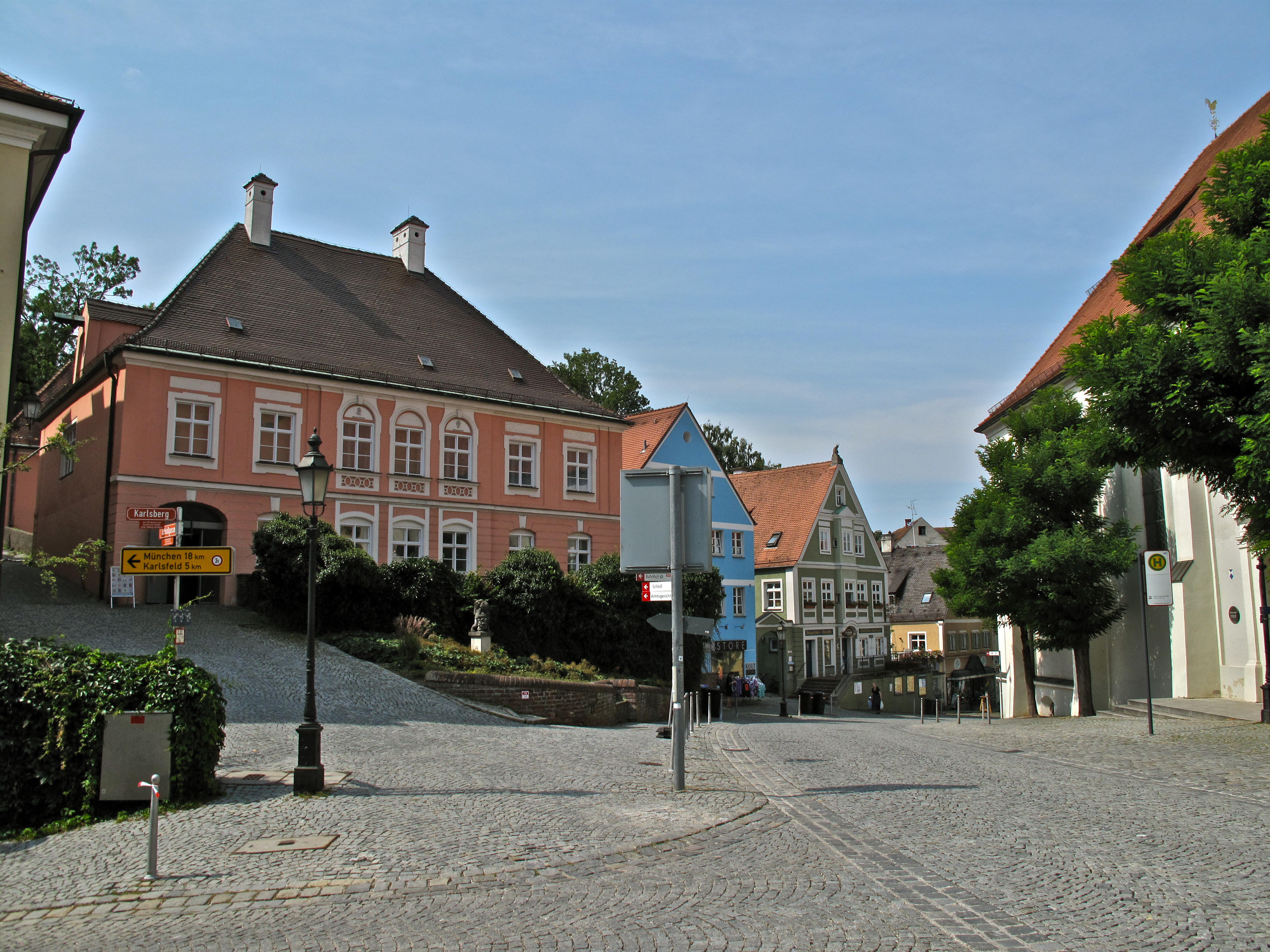
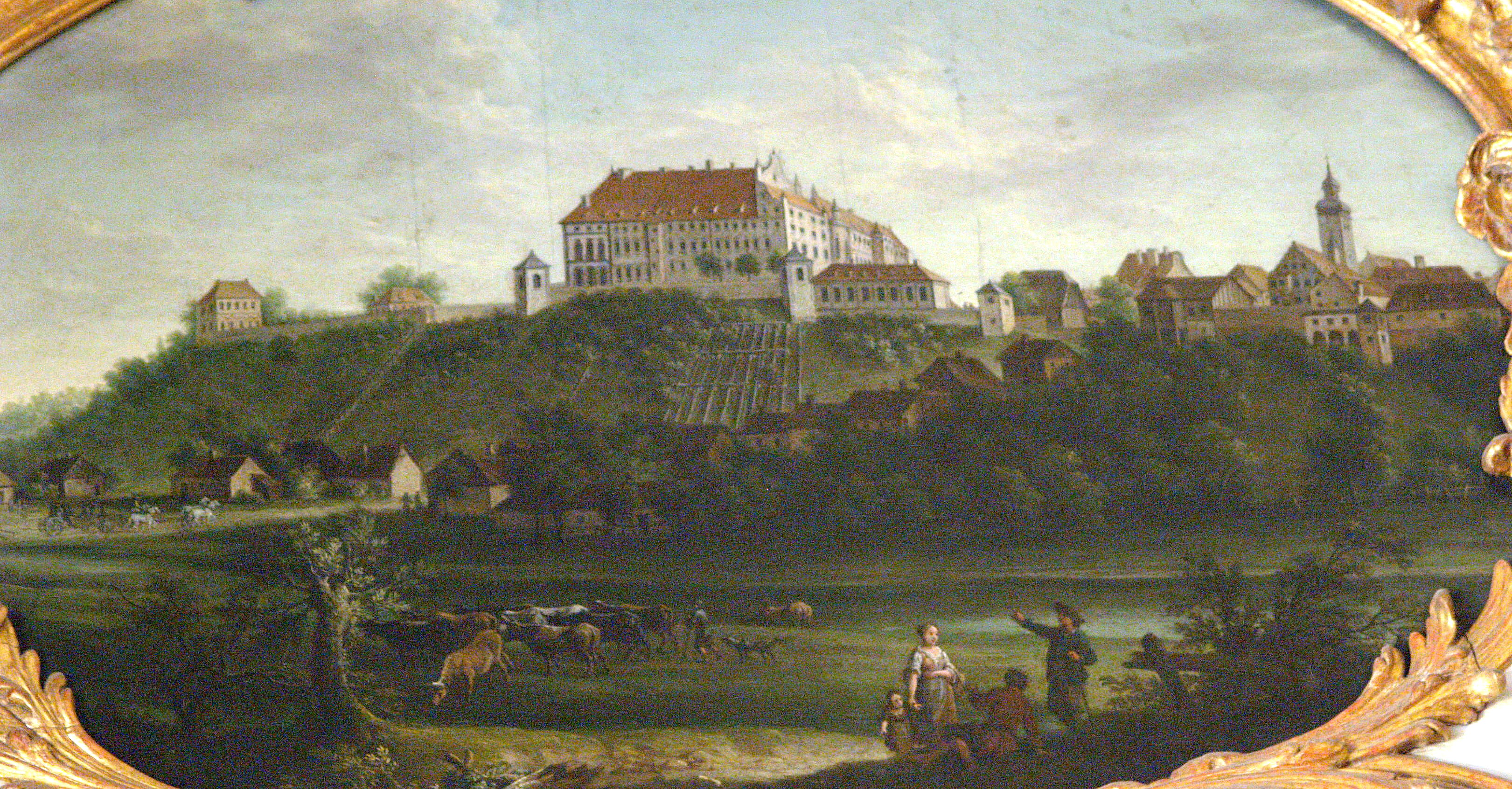
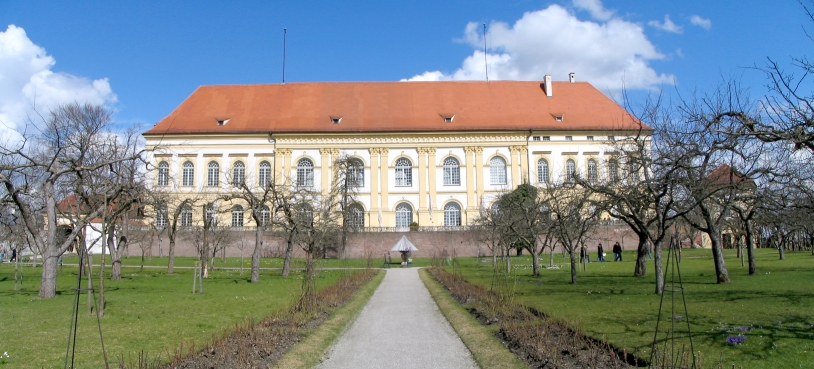
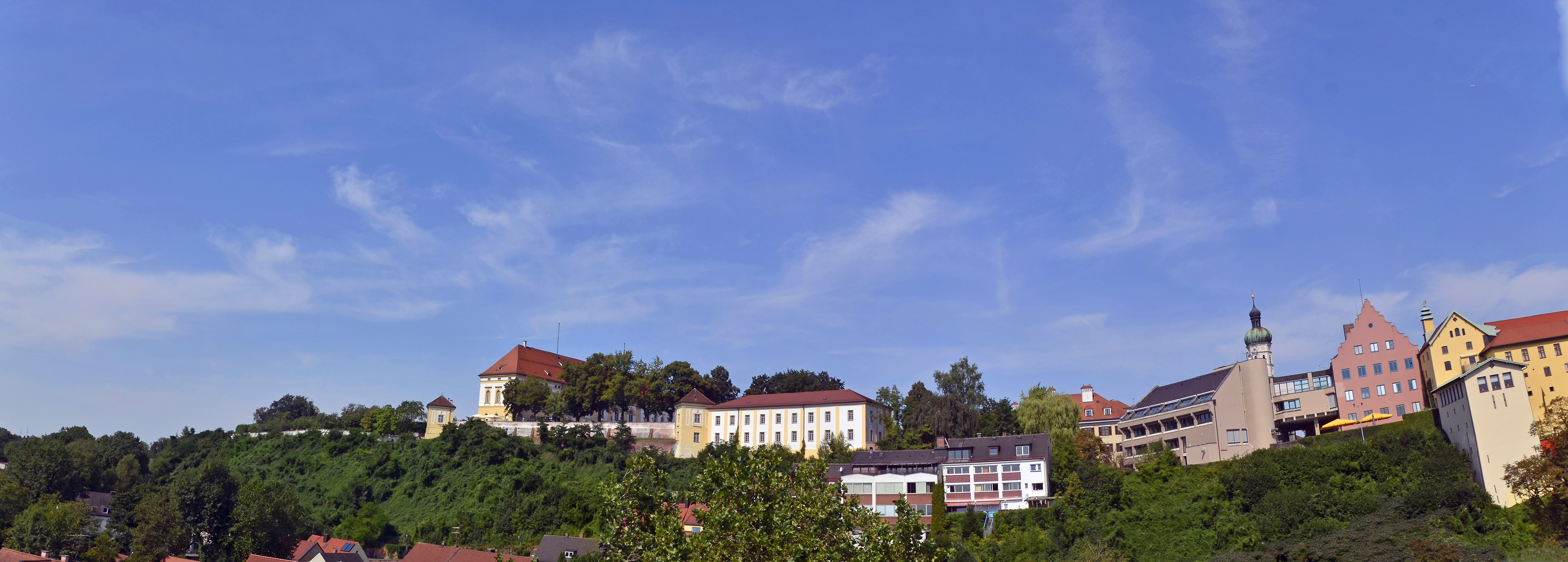